# Polen-Rundfahrt 2022
Die Polen-Rundfahrt 2022 war die 79. Austragung des polnischen Etappenrennens. Das Radrennen fand vom 30. Juli bis zum 5. August im Rahmen von sieben Etappen statt und war Teil der UCI WorldTour 2022.
Gesamtsieger wurde Ethan Hayter (Ineos Grenadiers) vor Thymen Arensman (Team DSM) und Pello Bilbao (Bahrain Victorious). Die Sprintwertung ging an Arnaud Démare (Groupama-FDJ) und die Bergwertung an Jarrad Drizners (Lotto Soudal). Das Trikot des aktivsten Fahrers holte Patryk Stosz (polnisches Nationalteam), während die Ineos Grenadiers sich die Mannschaftswertung sicherten.

## Streckenführung
Insgesamt legten die Fahrer in den sieben Etappen 1209,4 Kilometer zurück. Es standen eine flache und fünf hüglige Etappen sowie ein Einzelzeitfahren auf dem Programm. Die Strecke führte von Kielce aus für zwei Etappen durch den flachen Teil Südost Polens, ehe es für weitere vier Etappen durch die Tatra ging. Am letzten Tag verließ die Rundfahrt das Gebirge und endete in Krakau. Der höchste Punkt des Rennens wurde auf der 6. Etappe erreicht und befand sich in der Nähe des Skigebiets Rusiń-ski auf einer Höhe von rund 970 Metern Seehöhe.
| Etappe         | Datum              | Strecke                          | Typ                 | km     |
| -------------- | ------------------ | -------------------------------- | ------------------- | ------ |
| 1              | Sa, 30. Juli 2022  | Kielce – Lublin                  | Mittelgebirgsetappe | 218,8  |
| 2              | So, 31. Juli 2022  | Chełm – Zamość                   | Mittelgebirgsetappe | 205,6  |
| 3              | Mo, 1. August 2022 | Kraśnik – Przemyśl               | Mittelgebirgsetappe | 237,9  |
| 4              | Di, 2. August 2022 | Lesko – Sanok                    | Mittelgebirgsetappe | 179,4  |
| 5              | Mi, 3. August 2022 | Łańcut – Rzeszów                 | Mittelgebirgsetappe | 178,1  |
| 6              | Do, 4. August 2022 | Nowy Targ – Ski Station Rusiński | Einzelzeitfahren    | 11,8   |
| 7              | Fr, 5. August 2022 | Skawina – Krakau                 | Mittelgebirgsetappe | 177,8  |
| Gesamtdistanz: | Gesamtdistanz:     | Gesamtdistanz:                   | Gesamtdistanz:      | 1209,4 |

## Reglement
Im Rahmen der 79. Auflage wurden Trikots für die Gesamtwertung (gelb), Sprintwertung (weiß), Bergwertung (weiß mit blauen Punkten) und den aktivsten Fahrer (blau) vergeben. Im Rahmen der Bonussprints gab es die Möglichkeit Punkte für die Wertung des aktivsten Fahrers zu sammeln. Die Bonussprints hatten jedoch keine Auswirkung auf die Sprintwertung. Für die Teamwertung wurden die Zeiten der drei besten Fahrer pro Etappe zusammengezählt. Während den Etappen gab es die Möglichkeit, Zeitbonifikationen zu gewinnen, um sich in der Gesamtwertung zu verbessern. Die Vergabe der Sekunden sowie der Punkte für die Punkte- und Bergwertung wird in der folgenden Tabelle erklärt.
|                  |                                  | 1. | 2. | 3. | 4. | 5. | 6. | 7. | 8. | 9. | 10. | 11. | 12. | 13. | 14. | 15. | 16. | 17. | 18. | 19. | 20. | Platz    |
| Sprintwertung    | Zielankunft                      | 20 | 19 | 18 | 17 | 16 | 15 | 14 | 13 | 12 | 11  | 10  | 9   | 8   | 7   | 6   | 5   | 4   | 3   | 2   | 1   | Punkte   |
| Aktivster Fahrer | Bonussprint                      | 3  | 2  | 1  |    |    |    |    |    |    |     |     |     |     |     |     |     |     |     |     |     | Punkte   |
| Bergwertung      | 1. Kategorie (Joachim Halupczok) | 20 | 14 | 10 | 6  | 4  |    |    |    |    |     |     |     |     |     |     |     |     |     |     |     | Punkte   |
| Bergwertung      | 1. Kategorie                     | 10 | 7  | 5  | 3  | 2  |    |    |    |    |     |     |     |     |     |     |     |     |     |     |     | Punkte   |
| Bergwertung      | 2. Kategorie                     | 5  | 3  | 2  | 1  |    |    |    |    |    |     |     |     |     |     |     |     |     |     |     |     | Punkte   |
| Bergwertung      | 3. Kategorie                     | 3  | 2  | 1  |    |    |    |    |    |    |     |     |     |     |     |     |     |     |     |     |     | Punkte   |
| Bergwertung      | 4. Kategorie                     | 1  |    |    |    |    |    |    |    |    |     |     |     |     |     |     |     |     |     |     |     | Punkte   |
| Bonussekununden  | Zielankunft                      | 10 | 6  | 4  |    |    |    |    |    |    |     |     |     |     |     |     |     |     |     |     |     | Sekunden |
| Bonussekununden  | Bonussprint                      | 3  | 2  | 1  |    |    |    |    |    |    |     |     |     |     |     |     |     |     |     |     |     | Sekunden |

## Teilnehmende Mannschaften und Fahrer
Neben den 18 UCI WorldTeams starteten auch 4 UCI ProTeams sowie eine Auswahl des polnischen Nationalteams bei dem Rennen. Für jedes Team waren sieben Fahrer startberechtigt, wobei das Team Jumbo-Visma mit nur sechs Fahrern an den Start ging. Von den 174 Startern erreichten 127 das Ziel in Krakau.
Als Favoriten auf den Gesamtsieg galten: Richard Carapaz, Ethan Hayter (beide Ineos Grenadiers), Pello Bilbao (Bahrain Victorious), Sergio Higuita (Bora-hansgrohe), Thymen Arensman (DSM), Mauri Vansevenant, Mauro Schmid (Quick-Step Alpha Vinyl), Sam Oomen (Jumbo-Visma) und Lucas Hamilton (BikeExchange-Jayco).
Neben den wenigen Gesamtklassement-Fahrern startete eine Vielzahl an Sprintern bei der Rundfahrt. Fahrer mit Chancen auf einen Etappensieg waren: Mark Cavendish (Quick-Step Alpha Vinyl), Arnaud Démare (Groupama-FDJ), Sam Bennett (Bora-hansgrohe), Elia Viviani (Ineos Grenadiers), Phil Bauhaus (Bahrain Victorious), Olav Kooij (Jumbo-Visma), Kaden Groves (BikeExchange-Jayco), Matteo Moschetti (Trek-Segafredo), Pascal Ackermann (UAE Team Emirates), Jakub Mareczko (Alpecin-Deceuninck) und Cees Bol (DSM). Mit Quinten Hermans (Intermarché-Wanty-Gobert Matériaux), Diego Ulissi (UAE Team Emirates) und Ethan Hayter kamen weitere endschnelle Fahrer hinzu, die auch gut mit dem hügligen Terrain der Rundfahrt zurechtkamen.
Im Zeitfahren galten Ethan Hayter, Matteo Sobrero (BikeExchange-Jayco) und Rémi Cavagna (Quick-Step Alpha Vinyl) zu den Topfavoriten.
| UCI WorldTeams | UCI WorldTeams        | UCI WorldTeams | UCI WorldTeams                    | UCI WorldTeams | UCI WorldTeams          | UCI ProTeams | UCI ProTeams           | Nationalteams |
| -------------- | --------------------- | -------------- | --------------------------------- | -------------- | ----------------------- | ------------ | ---------------------- | ------------- |
| ACT            | AG2R Citroën Team     | IGD            | Ineos Grenadiers                  | BEX            | Team BikeExchange-Jayco | AFC          | Alpecin-Fenix          | Polen         |
| AST            | Astana Qazaqstan Team | IWG            | Intermaché-Wanty-Gobert Matériaux | DSM            | Team DSM                | CJR          | Caja Rural-Seguros RGA |               |
| TBV            | Bahrain Victorious    | IPT            | Israel-Premier Tech               | TFS            | Trek-Segafredo          | TNN          | Team Novo Nordisk      |               |
| BOH            | Bora-Hansgrohe        | TJV            | Jumbo-Visma                       | UAD            | UAE Team Emirates       | UXT          | Uno-X Pro Cycling Team |               |
| COF            | Cofidis               | LTS            | Lotto Soudal                      |                |                         |              |                        |               |
| EFE            | EF Education-EasyPost | MOV            | Movistar Team                     |                |                         |              |                        |               |
| GFC            | Groupama-FDJ          | QST            | Quick-Step Alpha Vinyl Team       |                |                         |              |                        |               |

## Rennverlauf und Ergebnisse
Die erste Etappe endete in einem Massensprint, den der Niederländer Olav Kooij (Jumbo-Visma) vor Phil Bauhaus (Bahrain Victorious) und Jordi Meeus (Bora-hansgrohe) gewann. Für Olav Kooji, der das Gelbe Trikot des Gesamtführenden übernahm, war es zugleich der erste Sieg in der UCI WorldTour. Auch die zweite Etappe brachte mit Gerben Thijssen (Intermarché-Wanty-Gobert Matériaux) einen Premierensieger. Der Belgier setzte sich im Massensprint vor Pascal Ackermann (UAE Team Emirates) und Jonathan Milan (Bahrain Victorious) durch, während Jonas Abrahamsen (Uno-X) aufgrund der Zeitbonifikationen, die er in der Fluchtgruppe gesammelt hatte, die Gesamtführung übernahm. Die dritte Etappe brachte am Schlussanstieg zum Ziel den ersten Kampf um den Gesamtsieg. Schlussendlich setzte sich Sergio Higuita (Bora-hansgrohe) vor Pello Bilbao (Bahrain Victorious) und Quinten Hermans (Intermarché-Wanty-Gobert Matériaux) durch und übernahm die Gesamtführung. In der Gruppe des Etappensiegers kamen 13 Fahrer an, die alle mit der gleichen Zeit gewertet wurden. Mit Mauri Vansevenant (Quick-Step Alpha Vinyl) und Thymen Arensman (DSM) verloren jedoch die ersten Mitfavoriten 10 bzw. 19 Sekunden. Auf der vierten Etappe leistet die Ausreißergruppe des Tages erbitterten Widerstand und wurde erst auf den letzten Kilometern gestellt. Wenig später kam es rund zwei Kilometer vor dem Ziel zu einem Sturz, in dem untern anderen auch der Gesamtführende Sergio Higuita und Ethan Hayter (Ineos Grenadiers) involviert waren. Beide wurden im Ziel jedoch aufgrund der 3-Kilometer-Regel mit der gleichen Zeit wie der Etappensieger gewertet. Im Zielsprint setzte sich Pascal Ackermann durch, der nach seinem Wechsel zum UAE Team Emirates seinen ersten Sieg in der WorldTour feierte. Aufgrund von mehreren COVID-19 Fällen im Team zog sich die gesamte Mannschaft Alpecin-Deceuninck von der Rundfahrt zurück und ging am vierten Etappentag nicht mehr an den Start. Die fünfte Etappe endete erneut in einem Sprint, der jedoch durch einen Massensturz kurz vor dem Ziel beeinflusst. Sieger der Etappe wurde Phil Bauhaus vor Arnaud Démare (Groupama-FDJ) und Nikias Arndt (DSM). In der Gesamtwertung kam es zu keinen nennenswerten Änderungen, wobei Mauro Schmid (Quick-Step Alpha Vinyl) auf Position sieben liegend das Rennen krankheitsbedingt verlassen musste.
Nach den zahlreichen Sprint-Entscheidungen, ging es im Zeitfahren der sechsten Etappe wieder um das Gesamtklassement. Tagesschnellster war der Niederländer Thymen Arensman, dessen Rückstand in der Gesamtwertung jedoch zu groß war um das Leader-Trikot zu übernehmen. Der Gesamtführende Sergio Higuita schaffte es nicht die Gesamtführung zu verteidigen und musste diese an Ethan Hayter abgeben, der im Zeitfahren Platz drei belegte und nur acht Sekunden auf den Tagessieger verlor. Vor der letzten Etappe lag der Brite nun elf Sekunden vor Thymen Arensman und 18 Sekunden vor Pello Bilbao (Bahrain Victorious). Auf der abschließenden siebten Etappe kam es zu keinen Veränderungen in der Gesamtwertung. Während Ethan Hayter die Gesamtwertung gewann, setzte sich Arnaud Démare im Sprint vor Olav Kooij und Phil Bauhaus durch.
Etappe 1: Kielce – Lublin (218,8 km)
Die erste Etappe startete in Kielce und führte in Richtung Osten nach Lublin. Die Strecke führte meist über flache Straßen, wobei zwei Bergwertungen der 4. Kategorie in Dobre (188 m) und Wylągi (206 m) abgenommen wurden. Hinzu kamen drei Bonussprints in Annopol, Józefów nad Wisłą und Nałęczów, sowie ein Zwischensprint in Kazimierz Dolny. Im Finale stieg die Straße in Lublin für rund 500 Meter leicht an und brachte die Fahrer zum Plac Litewski, bei dem sich das Ziel befand.
| Platz | Fahrer           | Nation | Team                        | Zeit                   |
| ----- | ---------------- | ------ | --------------------------- | ---------------------- |
| 01.   | Olav Kooij       | NED    | Jumbo-Visma                 | 5:18:01 h (41,28 km/h) |
| 02.   | Phil Bauhaus     | GER    | Bahrain Victorious          | "                      |
| 03.   | Jordi Meeus      | BEL    | Bora-hansgrohe              | "                      |
| 04.   | Mike Teunissen   | NED    | Jumbo-Visma                 | "                      |
| 05.   | Sebastián Molano | COL    | UAE Team Emirates           | "                      |
| 06.   | Max Kanter       | GER    | Movistar Team               | "                      |
| 07.   | Kaden Groves     | AUS    | Team BikeExchange-Jayco     | "                      |
| 08.   | Mark Cavendish   | GBR    | Quick-Step Alpha Vinyl Team | "                      |
| 09.   | Arnaud Démare    | FRA    | Groupama-FDJ                | "                      |
| 010.  | Tobias Bayer     | AUT    | Alpecin-Deceuninck          | "                      |

| Platz | Fahrer           | Nation | Team                        | Zeit       |
| ----- | ---------------- | ------ | --------------------------- | ---------- |
| 01.   | Olav Kooij       | NED    | Jumbo-Visma                 | 5:17:51 h  |
| 02.   | Phil Bauhaus     | GER    | Bahrain Victorious          | + 0:04 min |
| 03.   | Jonas Abrahamsen | NOR    | Uno-X Pro Cycling Team      | "          |
| 04.   | Jordi Meeus      | BEL    | Bora-hansgrohe              | + 0:06 min |
| 05.   | Sam Brand        | GBR    | Team Novo Nordisk           | + 0:09 min |
| 06.   | Mike Teunissen   | NED    | Jumbo-Visma                 | + 0:10 min |
| 07.   | Sebastián Molano | COL    | UAE Team Emirates           | "          |
| 08.   | Max Kanter       | GER    | Movistar Team               | "          |
| 09.   | Kaden Groves     | AUS    | Team BikeExchange-Jayco     | "          |
| 10.   | Mark Cavendish   | GBR    | Quick-Step Alpha Vinyl Team | "          |

Etappe 2: Chełm – Zamość (205,6 km)
Die zweite Etappe startete in Chełm und endete im südlicheren Zamość. Etwa zur Hälfte der Etappe wurden in Michalów-Kolonia (246 m) und Sabaudia (325 m) Bergwertungen der 4. Kategorie abgenommen. Zudem wurden erneut drei Bonussprints in Hrubieszów, Tomaszów Lubelski und Szczebrzeszyn ausgefahren. 14,9 Kilometer vor dem Ziel erreichten die Fahrer einen Rundkurs, im Zielort Zamość, der eineinhalb Mal absolviert werden musste. Die rund ein Kilometer lange Zielgerade stieg leicht an.
| Platz | Fahrer              | Nation | Team                               | Zeit                   |
| ----- | ------------------- | ------ | ---------------------------------- | ---------------------- |
| 01.   | Gerben Thijssen     | BEL    | Intermarché-Wanty-Gobert Matériaux | 4:47:23 h (42,92 km/h) |
| 02.   | Pascal Ackermann    | GER    | UAE Team Emirates                  | "                      |
| 03.   | Jonathan Milan      | ITA    | Bahrain Victorious                 | "                      |
| 04.   | Olav Kooij          | NED    | Jumbo-Visma                        | "                      |
| 05.   | Sam Bennett         | IRL    | Bora-hansgrohe                     | "                      |
| 06.   | Arnaud Démare       | FRA    | Groupama-FDJ                       | "                      |
| 07.   | Elia Viviani        | ITA    | Ineos Grenadiers                   | "                      |
| 08.   | Max Kanter          | GER    | Movistar Team                      | "                      |
| 09.   | Marijn van den Berg | NED    | EF Education-EasyPost              | "                      |
| 10.   | Mark Cavendish      | GBR    | Quick-Step Alpha Vinyl Team        | "                      |

| Platz | Fahrer           | Nation | Team                               | Zeit       |
| ----- | ---------------- | ------ | ---------------------------------- | ---------- |
| 01.   | Jonas Abrahamsen | NOR    | Uno-X Pro Cycling Team             | 10:05:12 h |
| 02.   | Olav Kooij       | NED    | Jumbo-Visma                        | + 0:02 min |
| 03.   | Gerben Thijssen  | BEL    | Intermarché-Wanty-Gobert Matériaux | "          |
| 04.   | Pascal Ackermann | GER    | UAE Team Emirates                  | + 0:06 min |
| 05.   | Phil Bauhaus     | GER    | Bahrain Victorious                 | "          |
| 06.   | Jordi Meeus      | BEL    | Bora-hansgrohe                     | + 0:08 min |
| 07.   | Jonathan Milan   | ITA    | Bahrain Victorious                 | "          |
| 08.   | Jasper de Buyst  | BEL    | Lotto Soudal                       | "          |
| 09.   | Sam Brand        | GBR    | Team Novo Nordisk                  | + 0:11 min |
| 10.   | Max Kanter       | GER    | Movistar Team                      | + 0:12 min |

Etappe 3: Kraśnik – Przemyśl (237,9 km)
Die dritte Etappe startete in Kraśnik und führte die Fahrer in die Tatra, ehe sie das Ziel in Przemyśl erreichten. Auf den ersten rund 200 flachen Kilometern standen in Janów Lubelski, Leżajsk und Jarosław Bonussprints auf dem Programm. Anschließend folgte eine Serie von drei Anstiegen, von denen der erste und der letzte als Bergwertung der 3. Kategorie und der zweite als Bergwertung der 2. Kategorie klassifiziert war. Die Bergwertungen wurden in Sólca (405 m), Kalwaria Pacławska (448 m) und Gruszowa (447 m) abgenommen. Nachdem die letzte Kuppe 22,1 Kilometer vor dem Ziel überquert wurde, führte die Strecke zurück in Richtung Norden nach Przemyśl, wo sich das Ziel am Ende einer rund ein Kilometer langen Steigung befand. Diese wies Steigungen von über 15 % auf und endete nahe der Bergstation des Skigebiets Przemyśl auf einer Höhe von 341 Metern Seehöhe.
| Platz | Fahrer           | Nation | Team                               | Zeit                   |
| ----- | ---------------- | ------ | ---------------------------------- | ---------------------- |
| 01.   | Sergio Higuita   | COL    | Bora-hansgrohe                     | 5:25:46 h (43,81 km/h) |
| 02.   | Pello Bilbao     | ESP    | Bahrain Victorious                 | "                      |
| 03.   | Quinten Hermans  | BEL    | Intermarché-Wanty-Gobert Matériaux | "                      |
| 04.   | Matteo Sobrero   | ITA    | Team BikeExchange-Jayco            | "                      |
| 05.   | Quentin Pacher   | FRA    | Groupama-FDJ                       | "                      |
| 06.   | Mauro Schmid     | SUI    | Quick-Step Alpha Vinyl Team        | "                      |
| 07.   | Felix Gall       | AUT    | AG2R Citroën Team                  | "                      |
| 08.   | Stephen Williams | GBR    | Bahrain Victorious                 | "                      |
| 09.   | Lucas Hamilton   | AUS    | Team BikeExchange-Jayco            | "                      |
| 10.   | Diego Ulissi     | ITA    | UAE Team Emirates                  | "                      |

| Platz | Fahrer          | Nation | Team                               | Zeit       |
| ----- | --------------- | ------ | ---------------------------------- | ---------- |
| 01.   | Sergio Higuita  | COL    | Bora-hansgrohe                     | 15:31:00 h |
| 02.   | Pello Bilbao    | ESP    | Bahrain Victorious                 | + 0:04 min |
| 03.   | Quinten Hermans | BEL    | Intermarché-Wanty-Gobert Matériaux | + 0:06 min |
| 04.   | Ethan Hayter    | GBR    | Ineos Grenadiers                   | + 0:10 min |
| 05.   | Diego Ulissi    | ITA    | UAE Team Emirates                  | "          |
| 06.   | Matteo Sobrero  | ITA    | Team BikeExchange-Jayco            | "          |
| 07.   | Richard Carapaz | ECU    | Ineos Grenadiers                   | "          |
| 08.   | Mauro Schmid    | SUI    | Quick-Step Alpha Vinyl Team        | "          |
| 09.   | Quentin Pacher  | FRA    | Groupama-FDJ                       | "          |
| 10.   | Lucas Hamilton  | AUS    | Team BikeExchange-Jayco            | "          |

Etappe 4: Lesko – Sanok (179,4 km)
Die vierte Etappe startete in Lesko und führte über mehrere Anstieg nach Sanok. Bereits wenige Kilometer nach dem Start folgte die erste Serie von Anstiegen im Vorland der Tatra. Die erste Bergwertung der 2. Kategorie, wurde jedoch erst nach rund 50 Kilometern in Czarna Góra (707 m) abgenommen. Nach einem Bonussprint in Ustrzyki Dolne folgte eine weitere Serie von Anstiegen in der auch jener der 2. Kategorie zum Hotel Arłamów (580 m) enthalten war. Im Anschluss an die Abfahrt folgte der zweite Bonusprint in Gmina Fredropol, sowie drei längere Anstieg, die die Fahrer zum Zielort brachten. Der zweite dieser drei Anstieg führte nach Leszczawa Dolna (527 m) und war ebenfalls mit einer Bergwertung der 2. Kategorie klassifiziert. Der letzte Anstieg führte vorbei am Słonne Serpentyny, war jedoch trotz seiner Höhe von über 600 Metern mit keiner Bergwertung versehen. Er wurde rund 20 Kilometer vor dem Ziel überquert, ehe eine Kurvenreiche Abfahrt nach Sanok führte. Das Ziel befand sich erneut am Ende einer rund 500 Meter langen Rampe, die mit maximal 8 % bergauf führte.
| Platz | Fahrer                | Nation | Team                               | Zeit                   |
| ----- | --------------------- | ------ | ---------------------------------- | ---------------------- |
| 01.   | Pascal Ackermann      | GER    | UAE Team Emirates                  | 4:21:46 h (41,12 km/h) |
| 02.   | Jordi Meeus           | BEL    | Bora-hansgrohe                     | "                      |
| 03.   | Jonathan Milan        | ITA    | Bahrain Victorious                 | "                      |
| 04.   | Quinten Hermans       | BEL    | Intermarché-Wanty-Gobert Matériaux | "                      |
| 05.   | Olav Kooij            | NED    | Jumbo-Visma                        | "                      |
| 06.   | Christian Scaroni     | ITA    | Astana Qazaqstan Team              | "                      |
| 07.   | Diego Ulissi          | ITA    | UAE Team Emirates                  | "                      |
| 08.   | Quentin Pacher        | FRA    | Groupama-FDJ                       | "                      |
| 09.   | Stanisław Aniołkowski | POL    | Polen (Nationalteam)               | "                      |
| 10.   | Nikias Arndt          | GER    | Team DSM                           | "                      |

| Platz | Fahrer          | Nation | Team                               | Zeit       |
| ----- | --------------- | ------ | ---------------------------------- | ---------- |
| 01.   | Sergio Higuita  | COL    | Bora-hansgrohe                     | 19:52:46 h |
| 02.   | Pello Bilbao    | ESP    | Bahrain Victorious                 | + 0:04 min |
| 03.   | Quinten Hermans | BEL    | Intermarché-Wanty-Gobert Matériaux | + 0:06 min |
| 04.   | Diego Ulissi    | ITA    | UAE Team Emirates                  | + 0:10 min |
| 05.   | Matteo Sobrero  | ITA    | Team BikeExchange-Jayco            | "          |
| 06.   | Richard Carapaz | ECU    | Ineos Grenadiers                   | "          |
| 07.   | Mauro Schmid    | SUI    | Quick-Step Alpha Vinyl Team        | "          |
| 08.   | Ethan Hayter    | GBR    | Ineos Grenadiers                   | "          |
| 09.   | Quentin Pacher  | FRA    | Groupama-FDJ                       | "          |
| 10.   | Felix Gall      | AUT    | AG2R Citroën Team                  | "          |

Etappe 5: Łańcut – Rzeszów (178,1 km)
Wie bereits die vierte Etappe fand auch die fünfte Etappe in sehr hügligem Terrain statt. Start der Etappe war die Stadt Łańcut, ehe es in großem Bogen zur nahe gelegenen Stadt Rzeszów ging. Auf der ersten Hälfte der Strecke wurden zahlreiche Anstiege bewältigt, die jedoch mit keiner Bergwertung versehen waren. Der einzige Bonussprints wurde in Dynów ausgefahren, ehe es kurz darauf bergauf zu einer Bergwertung der 3. Kategorie, auf einer Seehöhe von 325 Metern, ging. 30,4 Kilometer vor dem Ziel erfolgte eine zweite Bergwertung der 3. Kategorie im Umland von Rzeszów (354 m), bevor die Fahrer einen 19,1 Kilometer langen Rundkurs erreichten, der eineinhalb Mal absolviert werden musste. Auf der abschließenden Runde wurde erneut ein kurzer Anstieg überquert, der jedoch nicht kategorisiert war. Die Zielgerade war erneut leicht ansteigend und führte vorbei am Schloss Rzeszów zum Park Jedności Polonii z Macierzą.
| Platz | Fahrer           | Nation | Team                               | Zeit                   |
| ----- | ---------------- | ------ | ---------------------------------- | ---------------------- |
| 01.   | Phil Bauhaus     | GER    | Bahrain Victorious                 | 4:16:19 h (41,69 km/h) |
| 02.   | Arnaud Démare    | FRA    | Groupama-FDJ                       | "                      |
| 03.   | Nikias Arndt     | GER    | Team DSM                           | "                      |
| 04.   | Max Kanter       | GER    | Movistar Team                      | "                      |
| 05.   | Edward Theuns    | BEL    | Trek-Segafredo                     | "                      |
| 06.   | Jonathan Milan   | ITA    | Bahrain Victorious                 | "                      |
| 07.   | Hugo Page        | FRA    | Intermarché-Wanty-Gobert Matériaux | "                      |
| 08.   | Ryan Mullen      | IRL    | Bora-hansgrohe                     | "                      |
| 09.   | Jacopo Guarnieri | ITA    | Groupama-FDJ                       | "                      |
| 10.   | Patryk Stosz     | POL    | Polen (Nationalteam)               | "                      |

| Platz | Fahrer          | Nation | Team                               | Zeit       |
| ----- | --------------- | ------ | ---------------------------------- | ---------- |
| 01.   | Sergio Higuita  | COL    | Bora-hansgrohe                     | 24:09:05 h |
| 02.   | Pello Bilbao    | ESP    | Bahrain Victorious                 | + 0:04 min |
| 03.   | Quinten Hermans | BEL    | Intermarché-Wanty-Gobert Matériaux | + 0:06 min |
| 04.   | Diego Ulissi    | ITA    | UAE Team Emirates                  | + 0:10 min |
| 05.   | Matteo Sobrero  | ITA    | Team BikeExchange-Jayco            | "          |
| 06.   | Richard Carapaz | ECU    | Ineos Grenadiers                   | "          |
| 07.   | Ethan Hayter    | GBR    | Ineos Grenadiers                   | "          |
| 08.   | Quentin Pacher  | FRA    | Groupama-FDJ                       | "          |
| 09.   | Lucas Hamilton  | AUS    | Team BikeExchange-Jayco            | "          |
| 10.   | Steff Cras      | BEL    | Lotto Soudal                       | "          |

Etappe 6: Nowy Targ – Ski Station Rusiński (11,8 km)
Die sechste Etappe wurde als Zeitfahren ausgetragen. Die Strecke führte leicht ansteigend von Nowy Targ (646 m) zur Ski Station Rusiński (929 m), wobei die letzten zwei Kilometer auf einem Plateau absolviert wurden.
| Platz | Fahrer              | Nation | Team                        | Zeit                   |
| ----- | ------------------- | ------ | --------------------------- | ---------------------- |
| 01.   | Thymen Arensman     | NED    | Team DSM                    | 0:17:40 h (40,07 km/h) |
| 02.   | Magnus Sheffield    | USA    | Ineos Grenadiers            | + 0:07 min             |
| 03.   | Ethan Hayter        | GBR    | Ineos Grenadiers            | + 0:08 min             |
| 04.   | Rémi Cavagna        | FRA    | Quick-Step Alpha Vinyl Team | + 0:20 min             |
| 05.   | Marco Brenner       | GER    | Team DSM                    | + 0:26 min             |
| 06.   | Ben Tulett          | GBR    | Ineos Grenadiers            | + 0:28 min             |
| 07.   | Samuele Battistella | ITA    | Astana Qazaqstan Team       | + 0:30 min             |
| 08.   | Matteo Sobrero      | ITA    | Team BikeExchange-Jayco     | + 0:31 min             |
| 09.   | Pello Bilbao        | ESP    | Bahrain Victorious          | + 0:32 min             |
| 10.   | Mark Padun          | UKR    | EF Education-EasyPost       | + 0:35 min             |

| Platz | Fahrer              | Nation | Team                        | Zeit       |
| ----- | ------------------- | ------ | --------------------------- | ---------- |
| 01.   | Ethan Hayter        | GBR    | Ineos Grenadiers            | 24:27:03 h |
| 02.   | Thymen Arensman     | NED    | Team DSM                    | + 0:11 min |
| 03.   | Pello Bilbao        | ESP    | Bahrain Victorious          | + 0:18 min |
| 04.   | Matteo Sobrero      | ITA    | Team BikeExchange-Jayco     | + 0:23 min |
| 05.   | Ben Tulett          | GBR    | Ineos Grenadiers            | + 0:25 min |
| 06.   | Rémi Cavagna        | FRA    | Quick-Step Alpha Vinyl Team | + 0:31 min |
| 07.   | Samuele Battistella | ITA    | Astana Qazaqstan Team       | + 0:32 min |
| 08.   | Sergio Higuita      | COL    | Bora-hansgrohe              | "          |
| 09.   | Diego Ulissi        | ITA    | UAE Team Emirates           | + 0:45 min |
| 10.   | Bruno Armirail      | FRA    | Groupama-FDJ                | + 0:50 min |

Etappe 7: Skawina – Krakau (177,8 km)
Die siebte und letzte Etappe startete in Skawina und führte aus der Tatra nach Krakau. Die erste Hälfte der Strecke war hügliger und beinhaltet zwei Bonussprints in Lanckorona und Myślenice, sowie zwei Bergwertungen der 1. bzw. 3. Kategorie in Bieńkówka (603 m) und Gmina Budzów (571 m). In Bieńkówka wurde zudem der „Preis Joachim Halupczok“ vergeben, der doppelte Punkte im Kampf um die Bergwertung brachte. In der zweiten Hälfte der Etappe begann das Terrain zunehmend abzuflachen und es wurde noch eine Bergwertung der 4. Kategorie in Kaszów (274 m) abgenommen, ehe die Fahrer den finalen Rundkurs in Krakau erreichten. Dieser war wie im Vorjahr fünf Kilometer lang und musste dreimal befahren werden. Er führte unter anderem an dem Nationalmuseum vorbei und endete neben dem Cracovia-Stadion.
| Platz | Fahrer              | Nation | Team                               | Zeit                   |
| ----- | ------------------- | ------ | ---------------------------------- | ---------------------- |
| 01.   | Arnaud Démare       | FRA    | Groupama-FDJ                       | 3:59:20 h (42,52 km/h) |
| 02.   | Olav Kooij          | NED    | Jumbo-Visma                        | "                      |
| 03.   | Phil Bauhaus        | GER    | Bahrain Victorious                 | "                      |
| 04.   | Max Kanter          | GER    | Movistar Team                      | "                      |
| 05.   | Gerben Thijssen     | BEL    | Intermarché-Wanty-Gobert Matériaux | "                      |
| 06.   | Marijn van den Berg | NED    | EF Education-EasyPost              | "                      |
| 07.   | Davide Cimolai      | ITA    | Cofidis                            | "                      |
| 08.   | Edward Theuns       | BEL    | Trek-Segafredo                     | "                      |
| 09.   | Pascal Ackermann    | GER    | UAE Team Emirates                  | "                      |
| 10.   | Kaden Groves        | AUS    | Team BikeExchange-Jayco            | "                      |

| Platz | Fahrer              | Nation | Team                        | Zeit       |
| ----- | ------------------- | ------ | --------------------------- | ---------- |
| 01.   | Ethan Hayter        | GBR    | Ineos Grenadiers            | 28:26:23 h |
| 02.   | Thymen Arensman     | NED    | Team DSM                    | + 0:11 min |
| 03.   | Pello Bilbao        | ESP    | Bahrain Victorious          | + 0:18 min |
| 04.   | Matteo Sobrero      | ITA    | Team BikeExchange-Jayco     | + 0:23 min |
| 05.   | Ben Tulett          | GBR    | Ineos Grenadiers            | + 0:25 min |
| 06.   | Rémi Cavagna        | FRA    | Quick-Step Alpha Vinyl Team | + 0:31 min |
| 07.   | Samuele Battistella | ITA    | Astana Qazaqstan Team       | + 0:32 min |
| 08.   | Sergio Higuita      | COL    | Bora-hansgrohe              | "          |
| 09.   | Diego Ulissi        | ITA    | UAE Team Emirates           | + 0:45 min |
| 10.   | Bruno Armirail      | FRA    | Groupama-FDJ                | + 0:50 min |

## Wertungen im Verlauf
| Etappe         | Etappensieger    | Gesamtwertung    | Sprintwertung | Bergwertung      | aktivster Fahrer | Teamwertung       |
| -------------- | ---------------- | ---------------- | ------------- | ---------------- | ---------------- | ----------------- |
| 1              | Olav Kooij       | Olav Kooij       | Olav Kooij    | Jonas Abrahamsen | Patryk Stosz     | AG2R Citroën Team |
| 2              | Gerben Thijssen  | Jonas Abrahamsen | Olav Kooij    | Jonas Abrahamsen | Patryk Stosz     | UAE Team Emirates |
| 3              | Sergio Higuita   | Sergio Higuita   | Olav Kooij    | Michel Heßmann   | Patryk Stosz     | Ineos Grenadiers  |
| 4              | Pascal Ackermann | Sergio Higuita   | Olav Kooij    | Kamil Małecki    | Patryk Stosz     | Ineos Grenadiers  |
| 5              | Phil Bauhaus     | Sergio Higuita   | Arnaud Démare | Kamil Małecki    | Patryk Stosz     | Ineos Grenadiers  |
| 6              | Thymen Arensman  | Ethan Hayter     | Arnaud Démare | Kamil Małecki    | Patryk Stosz     | Ineos Grenadiers  |
| 7              | Arnaud Démare    | Ethan Hayter     | Arnaud Démare | Jarrad Drizners  | Patryk Stosz     | Ineos Grenadiers  |
| Wertungssieger | Wertungssieger   | Ethan Hayter     | Arnaud Démare | Jarrad Drizners  | Patryk Stosz     | Ineos Grenadiers  |